# Nzakong
Nzakong est un village de la Région du Littoral au Cameroun, situé dans la commune de Melong.

## Population et développement
En 1967, la population de Nzakong était de 108 habitants, essentiellement des Mbo. Lors du recensement de 2005, elle était de 93 habitants.